# Paul Humblet
Paul Jules Marie Joseph Humblet (Sint-Joost-ten-Node, 31 mei 1914 - 16 november 1994) was een Belgisch volksvertegenwoordiger.

## Biografie
Paul Humblet was een zoon van Amédée Humblet en Marie-Julie Camauër. In 1939 trouwde hij met Christiane Poncelet, dochter van baron Jules Poncelet, voorzitter van de Kamer van volksvertegenwoordigers en minister van Staat. Ze kregen vijf kinderen. Hij promoveerde tot doctor in de rechten en vestigde zich als advocaat. 
In november 1947 werd hij PSC-volksvertegenwoordiger voor het arrondissement Brussel en vervulde dit mandaat tot in 1954. Hij was lid van het hoofdbestuur van de CVP/PSC.

## Publicaties
- 'Le probleme persistant des reviseurs d'entreprises et de l'enregistrement comptable', in La Revue nouvelle, 15 november 1950.
- 'Les reviseurs d'entreprises', in La Revue generale belge, 1951.
- 'Le 12 octobre et ses ledemains', in Revue politique, 31 december 1952.
- 'La majorite dirige la partie', in Revue politique, 25 december 1953.
- 'Heurs et deconvenues de la majorite', in Revue politique, 05 maart 1954.
- 'La roue a tourné', in Revue politique, 31 mei 1954.